# 光球
| 1. 太陽核心 2. 輻射層 3. 對流層 | 4. 光球 5. 色球 6. 日冕 | 7. 太陽黑子 8. 米粒組織 9. 日珥 |

太陽構造圖:

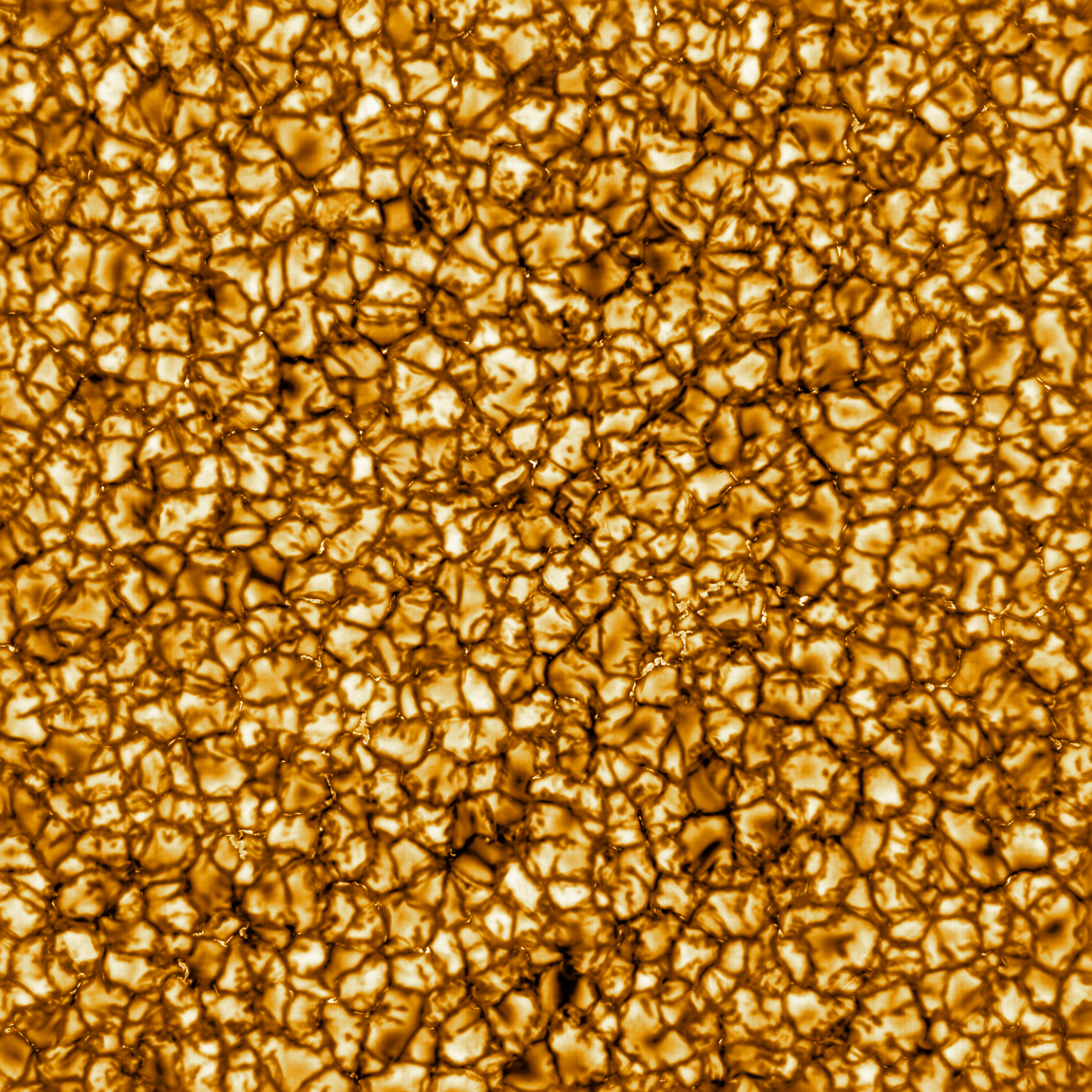
井上建太陽望遠鏡於2020年拍攝的太陽光球表面

光球（英語：Photosphere）是恒星向外輻射出光線的區域。它從天體的表面向內延伸，直到氣體變得不透明的區域，大约相當於光深度（光的減弱距離以自然對數形式表示）2/3的位置。換言之，光球是天體外層對普通的光線透明，光子的平均散射次数小于1的區域。恆星輻射的總能量相當於在該半徑處氣體輻射的總能量。由於恆星沒有固體的表面（除了中子星），光球通常指的就是太陽或恆星可以被看見的視覺表面。這個字的英文源自古希臘的字根φως¨- φωτος／photos和σφαιρος／sphairos，意思就是光和球，事實上就是被觀察到表面發光的球體。

## 太陽的光球
光球是人类实际能够看到的太阳的圆面，它的界限比较分明，太阳的半径就是按照这个界限确定的。
太陽光球的有效溫度大約是5780K，是太阳大气的最内一部分，密度大約是2×10-4 千克立方米−3，粒子数密度为1023/m3，大约是地球大气层在海平面附近密度的1%；其他的恆星的光球可以更熱或更冷。
太陽的光球的厚度只有500公里，由被稱為米粒組織的對流胞組成，每個由氣體組成的對流胞直徑大約1,000公里，熱的氣體由中心向上升，而變冷的氣體從它們之間狹窄的空隙下沉。每個米粒組織的生命期大約是8分鐘，造成一個連續煮沸的轉移模式。典型的米粒組織可以聚集成直徑達到30,000公里，生命期長達24小時的更大集團 － 超米粒組織。這些細節是在其他的恆星上觀察不到的。
在光球之上，太陽還有幾層可以觀察到的大氣層：色球層位於光球和更熱且更稀薄的日冕之間，厚度可以達到10,000公里，通常要使用濾色片，像Hα濾鏡，才能觀察到。出現在光球表面上的其它現象還有太陽耀斑、太陽黑子和光斑。